# وجین و سله‌شکنی

سِلّه خشک شده

تَرَک خوردن زمین دراثر سِلّه‌بستن

وجین و سله‌شکنی به آن دسته از عملیات خاک‌ورزی گفته می‌شود که پس از بذرکاری انجام می‌شود. وجین و سله‌شکنی از مراحل داشت می‌باشند. هر دوی این عملیات، هم‌زمان به وسیلهٔ دستگاه وجین‌کن یا کولتیواتور انجام می‌شود.

## وجین کردن
از بین بردن علف‌های هرز را با استفاده از وسایل مکانیکی وجین گویند. تقریباً هر محصولی را می‌توان با نیروی کارگر وجین نمود. اما وجین گیاهانی که رشد رویشی زیادی داشته و با فاصله ردیف کم و به‌طور متراکمی کشت می‌شوند، مانند گندم، جو، یونجه و شبدر، بخصوص هنگامی که ارتفاع زیادی یافته باشند، مشکل است. در صورتی‌که این گیاهان بمقدار کافی رشد یافته باشند، با علف‌های هرز به خوبی رقابت می‌کنند. کنترل علف‌های‌هرز در این محصولات با انجام عملیات صحیح طی دوران آیش و تهیه بستر، با تأمین شرایط مطلوب رشد محصول یا با استفاده از علف کش‌ها انجام می‌شود. وجین معمولاً در مورد گیاهان وجینی مانند ذرت، سیب زمینی، توتون، چغندرقند، پنبه و غیره، که به‌طور ردیفی و با فاصله نسبتاً زیاد بین ردیف‌ها (بیش از ۴۰ سانتیمتر) کاشته می‌شوند انجام می‌گیرد. این محصولات، به دلیل محدودیت رشد رویشی هر بوته و پائینی تراکم بوته، قدرت رقابت زیادی با علف‌های هرز نداشته و عملکرد آن‌ها در صورت عدم کنترل علف‌های هرز افت شدیدی خواهد نمود.

## سله چیست
سَلَّه لایه سخت و غیرقابل نفوذی در سطح خاک می‌باشد. در واقع بر اثر بارندگی یا آبیاری سطحی، خاکدانه‌ها و کلوخه‌های خاک، با برخورد قطره‌های آب، متلاشی می‌شوند. در اثر این از هم‌پاشیدگی، ذرات تشکیل‌دهندهٔ خاکدانه، از هم جدا می‌شوند. ذرات رس همراه با آب به داخل خاک وارد شده و فضاهای خالی خاک را که عامل تبادل و جریان آب‌وهوا به درون خاک و محیط می‌باشند را پر می‌کنند. از اینروی نفوذ آب به داخل سله سخت می‌شود. خاک‌های سنگین و نیمه‌سنگین، و خاک‌های دارای مواد آلی کم، مستعد تولید سله هستند. در تشکیل سله، کلسیم توسط سدیم جایگزین می‌شود. سدیم در بین ذرات رس قرار می‌گیرد و آن‌ها را پراکنده می‌کند. ذرات رس آزادشده، دراثر جذب آب متورم شده و منفذهای خاک را می‌بندند. ذرات رس آزادشده، به صورت سطحی اشباع از آب نشست کرده و به‌طور متراکمی بهم می‌چسبد. سطح سله نسبت به آب نفوذپذیری کمتری یافته و سختی و تراکم آن مانع تهویهٔ جریان هوا می‌شود. تر و خشک شدن متوالی سله، ضخامت آن را بیشتر می‌سازد. تراکم خاک در سله، لوله‌های مویین بسیار باریکی را به وجود آورده که میزان تبخیر سطحی را بسیار افزایش می‌دهد. نفوذپذیری سله خیس، ۲۰۰ برابر کمتر از خاک تغییر نیافته است. این‌همه تهویه خاک را کم کرده و فرسایش خاک را سبب می‌شود. سله هنگام خشک شدن منقبض و سخت‌تر شده و تَرَک برمی‌دارد و از رشد ریشه، خروج جوانه‌ها و سبز شدن بذر جلوگیری می‌کند.

## سله‌شکنی
پس از هر آبیاری در زمین‌هایی که دارای مواد آلی کم و خاک سنگین هستند لایه روی خاک سخت شده و امکان رشد و نمو گیاه را کم می‌کند؛ بنابراین در زمین‌های کوچک با داس دستی و در زمین‌های بزرگ با کولتیواتور، قشر سخت و سطحی خاک را خرد کرده، ضمناً علف‌های هرز را نیز از بین می‌برند این کار سله‌شکنی نامیده می‌شود. در مواردی که تعداد بوته‌ها در واحد سطح زیادتر از حد مورد نیاز باشد، باید بوته‌های اضافی را حذف کرد. این عمل را تنک کردن گویند.

## کار محققین
در زراعت ردیفی چغندرقند سله‌شکنی و وجین‌کاری در کشور با روش دستی انجام می‌گیرد. در این تحقیق طراحی، ساخت و ارزیابی یک نمونه سله‌شکن-وجین‌کن مجهز به فناوری حس‌گر مادون قرمز اجرا شده است.
به منظور گسترش کشت مکانیزه پنبه در مناطق با آب آبیاری شور و خاک‌های حساس به سله در استان اصفهان، ارزیابی عملکرد ماشین‌های کاشت با، یا بدون سله‌شکن در روش کشت مسطح ضروری است. از این‌رو، آزمایشی برای مقایسه فراسنجه‌های عملکردی چند نوع ماشین کاشت پنبه در ایستگاه تحقیقاتی کبوترآباد مرکز تحقیقات کشاورزی اصفهان انجام شد.

## سله‌شکنی زعفران
سله‌شکنی مزارع زعفران در ابتدای فصل رشد این محصول، یکی از کارهای حساس مرحله داشت است که باید با دقت پیش رود؛ زیرا در این زمان جوانه‌های زعفران تا نزدیکی سطح خاک بالا آمده‌اند. پس از اولین آبیاری سالیانه زعفران، کشاورزان به منظور تسهیل در بیرون‌آمدن گل زعفران، سله ایجاد شده در سطح خاک را با استفاده از وسایل مختلفی از بین می‌برند و خاک روی پیاز را نرم می‌کنند. عمق خاک‌ورزی و جهت سله‌شکنی بستگی به فاصله جوانه‌های زعفران تا سطح خاک دارد که این خود نیز تابعی از زمان آبیاری و شرایط آب‌وهوای منطقه است. هر چه زمان آبیاری اولیه زعفران بیشتر به تأخیر افتد جوانه‌های زعفران به سطح خاک نزدیکتر می‌شوند و سله‌شکنی حساس‌تر خواهد شد.
عملیات مهم در مرحله داشت گیاه زعفران، شکستن سله خاک است. سله شکستن خاک، باعث می‌شود که جوانه‌های گل با سهولت بیشتری از خاک بیرون آمده و رشد قوی و مطلوبی داشته باشند. بعد از آبیاری اول به محض گاورو شدن زمین سطح مزرعه باید سله‌شکنی شود اما به پیازها صدمه نرسد. بهترین وسیله سله‌شکنی، کج‌بیل و بیل شیاردار و گاوآهن ایرانی و کولتیواتور است. سله شکنی باعث می‌شود که گل‌ها به آسانی از خاک بیرون آمده و کود حیوانی با خاک مخلوط گردد. همچنین این عمل به حفظ رطوبت زمین و تهویه خاک کمک می‌کند. از طرفی چنانچه خار و خاشاکی در سطح زمین باشد همراه سله‌شکنی به زیر خاک رفته و مزاحم برداشت نمی‌شود. سله‌شکنی مزارع زعفران درابتدای فصل رشد این محصول، یکی از عملیات‌های حساس مرحله داشت بوده که می‌بایست به طریقه‌ای دقیق انجام گیرد زیرا که در این زمان جوانه‌های زعفران تا نزدیکی سطح خاک بالا آمده‌اند پس از اولین آبیاری سالیانه زعفران کشاورزان به منظور تسهیل در بیرون آمدن گل‌ها، سله ایجاد شده در سطح خاک را با استفاده از وسایل مختلفی از بین برده و خاک روی پیاز را نرم می‌کنند.

## خبرها
عرصه‌های جنگلی گالیکش وجین و سله‌شکنی شدند. معمولاً به دلیل رطوبت بالای هوا و باران‌های اوایل بهار، علف‌های هرز در عرصه‌های نهال‌کاری شده به علت جذب مواد غذایی بیشتر خیلی سریع‌تر از نهال رشد می‌کنند. همین‌طور خاک در اطراف نهال، سله (تَرَک) برمی‌دارد. به منظور جلوگیری از نفوذ بیش از حد هوا به داخل خاک و جلوگیری از تعرق و تبخیر خاک اطراف نهال‌های کاشته شده، پای نهال‌ها عملیات وجین و سله‌شکنی و مبارزه با علف‌های هرز را انجام می‌دهند. رئیس منابع طبیعی شهرستان گالیکش اضافه کرد که سطح عملیات انجام شده در حوزه استحفاظی اداره شهرستان گالیکش ۱۳۰ هکتار در روستاهای قلی‌تپه، یورت زینل، کوه چماز فارسیان، بیش اویلی و آق قمیش انجام شده است. این عملیات با نظارت مستقیم کارشناسان اداره منابع طبیعی و آبخیزداری شهرستان گالیکش انجام می‌گیرد.
به گزارش خبرگزاری فارس از غرب استان تهران به نقل از روابط عمومی شهرداری گلستان شهرستان بهارستان، رضا اسماعیل‌پور از نگهداری جنگل ۱۰۰ هکتاری ریه، شامل سله‌شکنی، آبگیرزنی، پاجوش و تنه‌جوش‌زنی، علف‌کشی و آبیاری خبر داد. مدیرعامل سازمان پارک‌ها و فضای سبز شهرداری شهر گلستان گفت: یکی از فعالیت‌های اصلی ما، نگهداری از عرصه پارک جنگلی ۱۰۰ هکتاری ریه است. وی متذکر شد که در همین راستا در ۶ ماه نخست امسال، آبگیرزنی و سله‌شکنی به تعداد ۲۶ هزار آبگیر، پاجوش و تنه‌جوش‌زنی در سطح ۲۱ هکتار، علف‌کشی در سطح ۲۵ هکتار و آبیاری مستمر انجام شده است.